# The Early Days of Kiss
The Early Days of Kiss (o noto come Club Tour) fu una serie di esibizioni intraprese dal gruppo hard rock americano Kiss, durante questo periodo la band assunse Bill Aucoin come proprio manager e firmò successivamente un contratto con la Casablanca Records.

## Storia
La prima esibizione dei Kiss ebbe luogo il 30 gennaio 1973, davanti ad un pubblico di meno di dieci persone al Popcorn Pub (ribattezzato Coventry poco dopo) nel Queens.
La band fu pagata 50$ per suonare due volte quella sera, a seguito di una chiamata a freddo che Simmons fece al locale, convincendoli ad assumere la band per un'avventura di tre notti.
(Paul Stanley, 2019)
Quando la band si esibì al Daisy di Amityville, il bassista lo rinominò: Un club di bevute, con birra a buon mercato e una folla di motociclisti; mentre Stanley ricordò che: Non era più grande di una sala da pranzo.
Per farsi sentire durante le loro esibizioni, la band usò finti amplificatori Marshall sul palco con cabinet vuoti per far sembrare la musica più forte di quanto non fosse.
Da ottobre a novembre la band registrò il proprio album di debutto, il quale fu pubblicato il 18 febbraio 1974. Lo spettacolo del 22 dicembre a Coventry (nel Queens) fu la prima esibizione filmata dal vivo dei Kiss come descritto in Kissology Volume 1 e Volume 3. Durante lo spettacolo di Capodanno alla The Academy of Music di New York, come atto di apertura per i Blue Öyster Cult, Simmons si diede accidentalmente fuoco ai capelli mentre eseguiva la sua routine di sputafuoco.

## Recensioni
Fred Kirby, giornalista per la rivista Variety, che assistette alle esibizioni di giugno e agosto, diede alla band una recensione positiva, citando che la band: Supera la maggior parte delle altre band grazie ad un rock and roll pulito, pulsante, ad alto volume ed eccitante. Sottolineò anche che il set era inesorabile e solido, oltre a lodare Gene come un "plus teatrale". Kirby concluse la sua recensione affermando che la musica prende piede e non si lascia mai andare. Notò che i Kiss avevano attirato buone folle e stavano costruendo un seguito locale.
Stanley Mises, un recensore locale del New York Sunday News che assistette alle esibizioni a Coventry, affermò che lo spettacolo era più complesso e la musica era "forte, forte, forte" ma abbastanza semplice.Affermò che i membri sembravano: Lance Loud su un frullatore da incubo. 

Chris Charlesworth del Melody Maker, il quale assistette allo spettacolo del 31 dicembre 1973, elogiò la performance, la musica e i costumi della band. Sottolineò la musica, dicendo che era: Rock and roll rumoroso e pesante, semplice basato su riff con un ritmo funky costante. 
 Concludendo la sua recensione, notò il climax come "sfacciato e spettacolare", oltre a sottolineare l'incidente dello sputafuoco durante la canzone Firehouse. 

Un recensore della rivista Billboard, il quale assistette allo spettacolo del 26 gennaio 1974 all'Accademia di musica, notò l'amplesso della band in tournée, dopo essersi esibita in vari club locali per un anno. Lo spettacolo ha ricevuto una recensione positiva con il loro set citato come sconvolgente, così come la forte dipendenza dagli effetti speciali.

## Altri artisti

### Artisti principali
- Queen Elizabeth = 1
- The Brats = 2
- Blue Öyster Cult = 3
- Fleetwood Mac = 4

### Artisti d'apertura
- The Brats = 6
- Bloontz = 7
- Rebillot Quintet = 8
- Planets = 9
- Street Punk = 10
- Luger = 11
- Wild Honey = 12
- The Dogs = 13
- Isis = 14
- Rags = 15
- City Slicker = 16
- Iggy Pop = 17
- Teenage Lust = 18
- Silverhead = 19

## Date
| Data             | Città      | Stato       | Luogo                | Artisti d'apertura | Presenze     | Incasso |
| ---------------- | ---------- | ----------- | -------------------- | ------------------ | ------------ | ------- |
| 30 gennaio 1973  | New York   | Stati Uniti | Coventry             | N.D.               | ~10 / 700    | N.D.    |
| 31 gennaio 1973  | New York   | Stati Uniti | Coventry             | N.D.               | N.D.         | N.D.    |
| 1 febbraio 1973  | New York   | Stati Uniti | Coventry             | N.D.               | N.D.         | N.D.    |
| 9 marzo 1973     | Amityville | Stati Uniti | The Daisy            | N.D.               | ~80          | N.D.    |
| 10 marzo 1973    | Amityville | Stati Uniti | The Daisy            | N.D.               | ~150         | N.D.    |
| 13 aprile 1973   | Amityville | Stati Uniti | The Daisy            | N.D.               | N.D.         | N.D.    |
| 14 aprile 1973   | Amityville | Stati Uniti | The Daisy            | N.D.               | N.D.         | N.D.    |
| 4 maggio 1973    | New York   | Stati Uniti | Bleecker Street Loft | 1 ; 6              | ~300         | N.D.    |
| 26 maggio 1973   | Palisades  | Stati Uniti | Lamont Hall          | 7 ; 8              | ~200         | N.D.    |
| 1 giugno 1973    | New York   | Stati Uniti | Bleecker Street Loft | 2                  | N.D.         | N.D.    |
| 8 giugno 1973    | Amityville | Stati Uniti | The Daisy            | N.D.               | N.D.         | N.D.    |
| 9 giugno 1973    | Amityville | Stati Uniti | The Daisy            | N.D.               | N.D.         | N.D.    |
| 15 giugno 1973   | Amityville | Stati Uniti | The Daisy            | N.D.               | N.D.         | N.D.    |
| 16 giugno 1973   | Amityville | Stati Uniti | The Daisy            | N.D.               | N.D.         | N.D.    |
| 13 luglio 1973   | New York   | Stati Uniti | Crystal Ballroom     | 2 ; 9              | ~450 / 1 000 | N.D.    |
| 10 agosto 1973   | New York   | Stati Uniti | Crystal Ballroom     | 10 ; 11            | N.D.         | N.D.    |
| 17 agosto 1973   | Amityville | Stati Uniti | The Daisy            | N.D.               | N.D.         | N.D.    |
| 18 agosto 1973   | Amityville | Stati Uniti | The Daisy            | N.D.               | N.D.         | N.D.    |
| 24 agosto 1973   | Amityville | Stati Uniti | The Daisy            | N.D.               | N.D.         | N.D.    |
| 25 agosto 1973   | Amityville | Stati Uniti | The Daisy            | N.D.               | N.D.         | N.D.    |
| 31 agosto 1973   | New York   | Stati Uniti | Coventry             | 12 ; 13            | N.D.         | N.D.    |
| 1 settembre 1973 | New York   | Stati Uniti | Coventry             | 12 ; 13            | N.D.         | N.D.    |
| 2 settembre 1973 | New York   | Stati Uniti | Coventry             | N.D.               | N.D.         | N.D.    |
| 21 dicembre 1973 | New York   | Stati Uniti | Coventry             | 14 ; 15 ; 16       | ~300         | N.D.    |
| 22 dicembre 1973 | New York   | Stati Uniti | Coventry             | 14 ; 15 ; 16       | ~300         | N.D.    |
| 23 dicembre 1973 | New York   | Stati Uniti | Coventry             | N.D.               | N.D.         | N.D.    |
| 31 dicembre 1973 | New York   | Stati Uniti | Academy of Music     | 3 ; 17 ; 18        | ~3 000       | $22 000 |
| 8 gennaio 1974   | New York   | Stati Uniti | Village East         | N.D.               | N.D.         | N.D.    |
| 26 gennaio 1974  | New York   | Stati Uniti | Academy of Music     | 4 ; 19             | ~3 400       | N.D.    |
| Totale           | Totale     | Totale      | Totale               | Totale             | ~8 190       | $22 000 |

## Scaletta
Brani genericamente suonati:
1. Deuce[17]
2. Cold Gin
3. Nothin' To Lose
4. Strutter
5. Watchin' You
6. Love Her All I Can
7. She
8. Firehouse
9. Keep Me Waiting (cover dei Wicked Lester)
10. Want You Beside Me o Life In The Woods (cover dei Wicked Lester)
11. Simple Type (cover dei Wicked Lester)
12. Baby, Let Me Go (che poi diventerà Let Me Go, Rock 'N Roll)
13. Sunday Driver (che poi diventerà Let Me Know)
14. Acrobat (che poi diventerà Love Theme From Kiss)
15. 100,000 Years
16. Black Diamond

Bis
1. Go Now (cover dei The Moody Blues)

Scaletta tipica:
1. Deuce[17]
2. Cold Gin
3. Nothin' To Lose
4. Strutter
5. Watchin' You
6. Love Her All I Can
7. She
8. Firehouse
9. Simple Type (cover dei Wicked Lester)
10. Baby, Let Me Go (che poi diventerà Let Me Go Rock 'N' Roll)
11. Sunday Driver (che poi diventerà Let Me Know)
12. 100,000 Years
13. Black Diamond

## Formazione
- Paul Stanley - chitarra ritmica, voce
- Gene Simmons - basso, voce
- Ace Frehley - chitarra solista, cori
- Peter Criss - batteria, voce

### Fonti
- (EN) Curt Gooch e Jeff Suhs, Kiss Alive Forever: The Complete Touring History, in Billboard Books, New York, 2002, ISBN 0-8230-8322-5.
- (EN) Brett Weiss, Encyclopedia of Kiss: Music, Personnel, Events and Related Subjects, in McFarland & Company, Inc., Jefferson, 2016, ISBN 9780786498024.
- (EN) Doug Brod, They Just Seem A Little Weird: How Kiss, Cheap Trick, Aerosmith, and Starz Remade Rock and Roll, in Hachette Books, prima edizione, New York, 2020, ISBN 978-0-306-84519-2.